# Fonction hypergéometrique d'un argument matriciel
 (septembre 2020).
En mathématiques, une fonction hypergéométrique d'un argument matriciel est une généralisation de la notion de série hypergéométrique classique. C'est une fonction définie par sommation infinie qui peut être utilisée pour évaluer certaines intégrales multivariées. 
Les fonctions hypergéométriques d'un argument matriciel ont des applications dans la théorie des matrices aléatoires . Par exemple, les distributions des valeurs propres extrêmes de matrices aléatoires sont souvent exprimées en fonction de fonctions hypergéométriques d'un argument de matrice. 

## Définition
Soit {\displaystyle p\geq 0} et {\displaystyle q\geq 0} deux entiers, et {\displaystyle X} une matrice carrée {\displaystyle m\times m} symétrique à coefficients complexes. La fonction hypergéométrique d'un argument matriciel {\displaystyle X} et  de paramètre {\displaystyle \alpha >0} est définie comme 
{\displaystyle _{p}F_{q}^{(\alpha )}(a_{1},\ldots ,a_{p};b_{1},\ldots ,b_{q};X)=\sum _{k=0}^{\infty }\sum _{\kappa \vdash k}{\frac {1}{k!}}\cdot {\frac {(a_{1})_{\kappa }^{(\alpha )}\cdots (a_{p})_{\kappa }^{(\alpha )}}{(b_{1})_{\kappa }^{(\alpha )}\cdots (b_{q})_{\kappa }^{(\alpha )}}}\cdot C_{\kappa }^{(\alpha )}(X),}
où {\displaystyle \kappa \vdash k} désigne une partition de {\displaystyle k}, {\displaystyle (a_{i})_{\kappa }^{(\alpha )}} est le symbole de Pochhammer généralisé, et {\displaystyle C_{\kappa }^{(\alpha )}(X)} est la normalisation "C" de la fonction de Jack (en).

## Deux arguments matriciels
Si {\displaystyle X} et {\displaystyle Y} sont deux matrices symétriques {\displaystyle m\times m} à coefficients complexes, alors la fonction hypergéométrique à deux arguments matriciels est définie comme : 
{\displaystyle _{p}F_{q}^{(\alpha )}(a_{1},\ldots ,a_{p};b_{1},\ldots ,b_{q};X,Y)=\sum _{k=0}^{\infty }\sum _{\kappa \vdash k}{\frac {1}{k!}}\cdot {\frac {(a_{1})_{\kappa }^{(\alpha )}\cdots (a_{p})_{\kappa }^{(\alpha )}}{(b_{1})_{\kappa }^{(\alpha )}\cdots (b_{q})_{\kappa }^{(\alpha )}}}\cdot {\frac {C_{\kappa }^{(\alpha )}(X)C_{\kappa }^{(\alpha )}(Y)}{C_{\kappa }^{(\alpha )}(I_{m})}},}
où {\displaystyle I_{m}} est la matrice d'identité de taille {\displaystyle m}.

## Une fonction à argument matriciel atypique
Contrairement à d'autres fonctions d'argument matriciel, telles que l'exponentielle matricielle, qui produisent des valeurs matricielles, la fonction hypergéométrique de (un ou deux) arguments matriciels est scalaire.

## Le paramètreα
Dans de nombreuses publications, le paramètre {\displaystyle \alpha } est omis. En outre, ce paramètre possède diverses valeurs implicites selon les publications. Par exemple, dans la théorie des matrices aléatoires réelles (voir, par exemple, Muirhead, 1984), {\displaystyle \alpha =2} tandis que dans d'autres contextes (par exemple, dans le cas complexe - voir Gross et Richards, 1989), {\displaystyle \alpha =1}. Pire, dans la théorie des matrices aléatoires, les chercheurs ont tendance à utiliser plutôt un autre paramètre appelé {\displaystyle \beta } au lieu de {\displaystyle \alpha } qui est utilisé en combinatoire. 
Dans ce cas 
{\displaystyle \alpha ={\frac {2}{\beta }}.}
Il faut clairement identifier le paramètre utilisé et lui associer correctement une valeur selon le contexte. 
En règle générale, dans les contextes impliquant de matrices aléatoires réelles, {\displaystyle \alpha =2} et {\displaystyle \beta =1}. Dans les contextes impliquant des matrices aléatoires complexes, on a {\displaystyle \alpha =1} et {\displaystyle \beta =2}.